# Toni Innauer
Anton „Toni“ Innauer (* 1. April 1958 in Bezau, Vorarlberg) ist ein ehemaliger österreichischer Skispringer und Skisprungtrainer.

## Biografie

### Karriere als Sportler

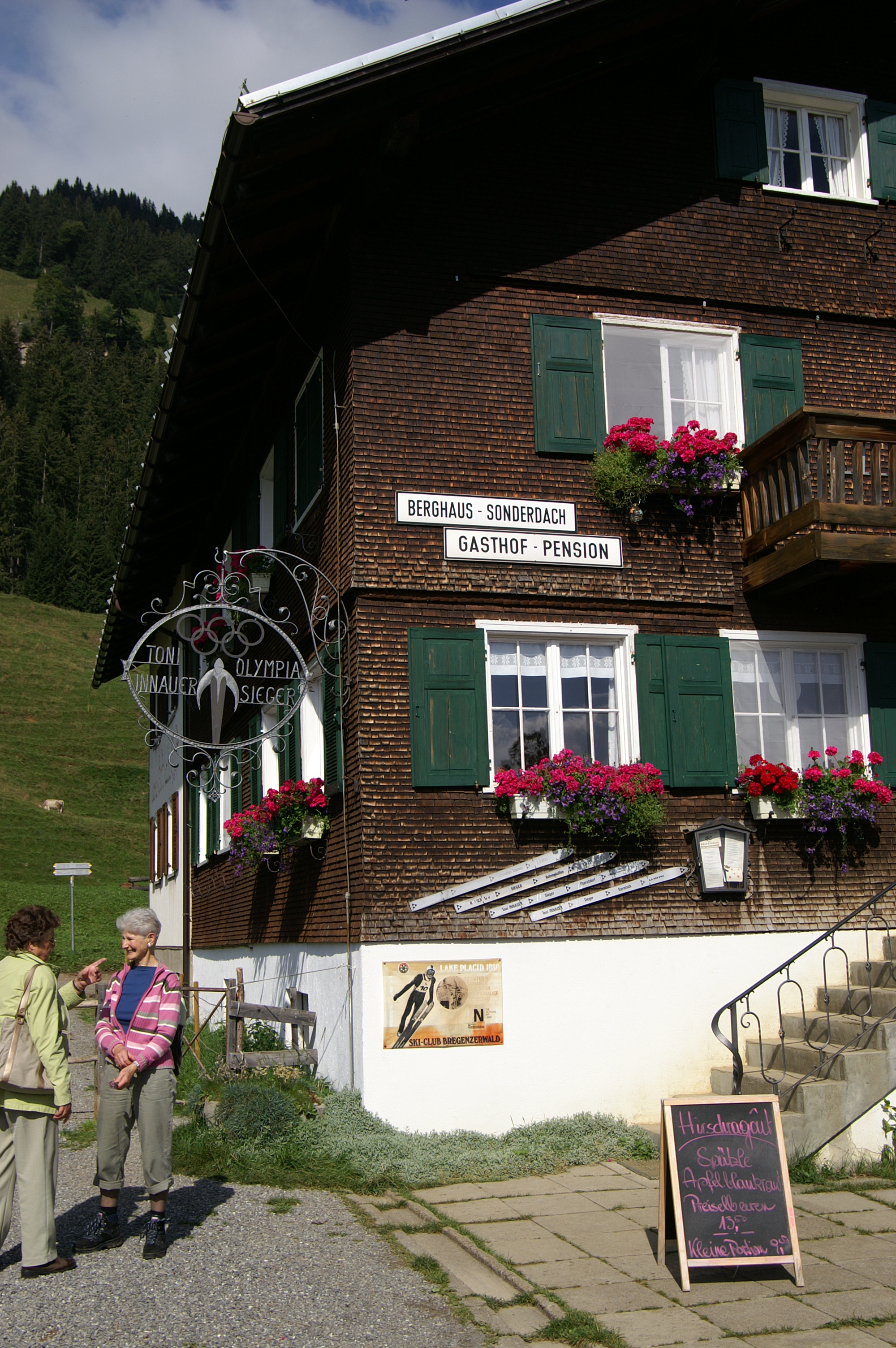
Das Elternhaus von Toni Innauer

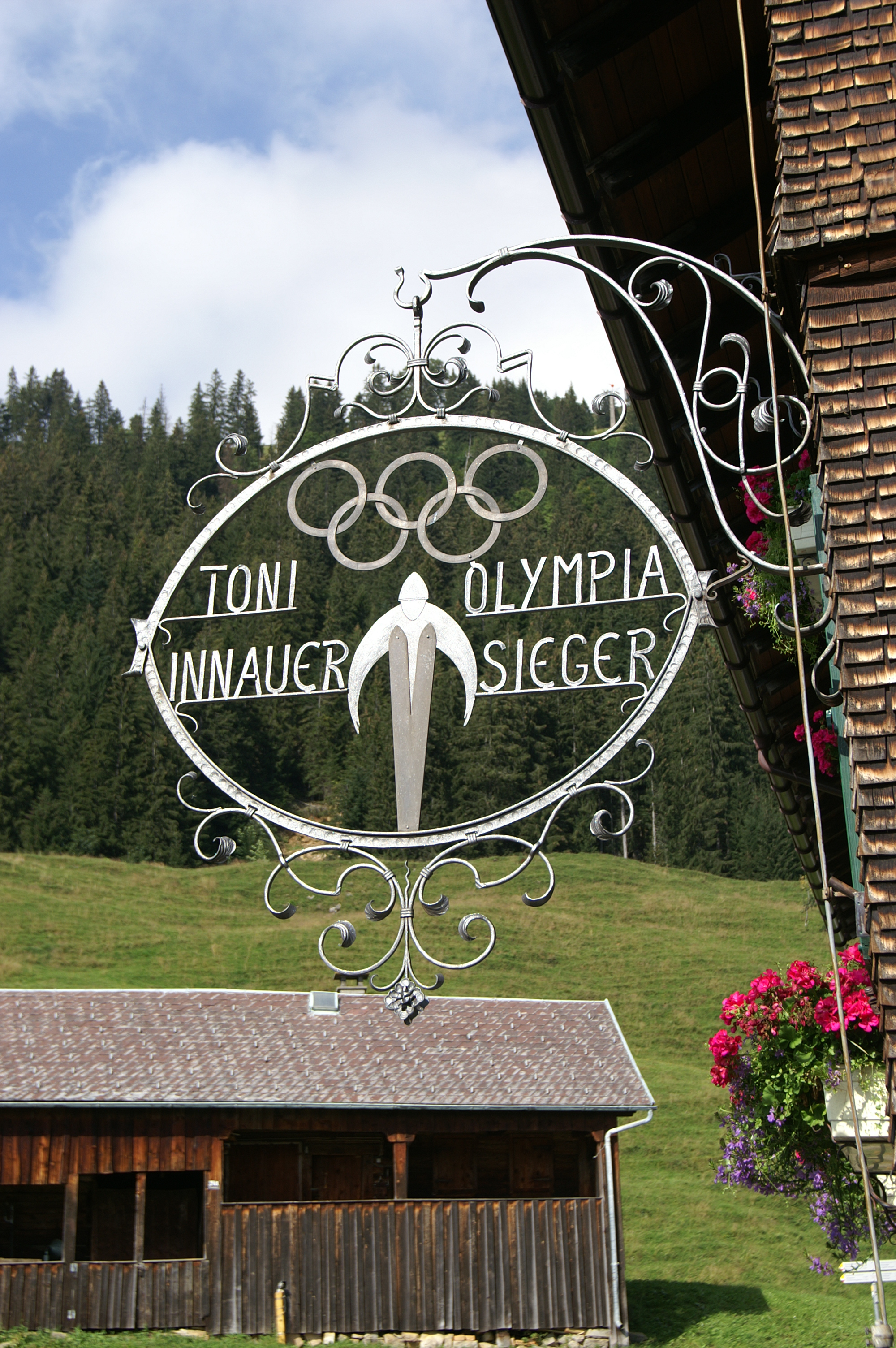
Berghaus Sonderdach, geführt von Berghild Innauer

Anton Innauer erhielt seine sportliche Ausbildung im Schigymnasium Stams (Tirol) beim damaligen ÖSV-Trainer Baldur Preiml. Anton Innauer ist ein Protagonist des österreichischen Skisprungwunderteams der 1970er Jahre um Karl Schnabl, Alois Lipburger, Willi Pürstl, Hans Wallner, Reinhold Bachler, Hans Millonig, Edi Federer, Rupert Gürtler, Walter Schwabl, Rudi Wanner und Alfred Pungg, das von Trainer Baldur Preiml und Co-Trainer Max Golser ausgeformt wurde.
Innauer startete bereits als 15-Jähriger bei den Weltmeisterschaften im schwedischen Falun, wo er aber einiges Pech hatte. Beim Springen auf der Normalschanze (16. Februar) wurde er von einem Sprungrichter behindert, bei jenem auf der Großschanze musste er mehrmals springen (es hatte immer wieder Unterbrechungen und dadurch Neustarts gegeben).

Er wurde zweimal in Folge Junioren-Europameister. Im Jänner 1975 gewann Innauer die Schweizer Springertournee. 1976 wurde er bei den Olympischen Spielen in Innsbruck von seinem Teamkollegen Karl Schnabl auf der Großschanze knapp besiegt und gewann Silber. Vier Jahre später, 1980 in Lake Placid, gelang ihm auf der Normalschanze jedoch der Olympiasieg, obwohl er in den dazwischen liegenden Jahren immer wieder durch Verletzungen zurückgeworfen wurde.

Nicht gut war es für ihn bei der Weltmeisterschaft 1978 gelaufen, wo er auf der Normalschanze Rang 24 belegte; in der Folge hatte er auch Motivationsprobleme.; auf der Groß-Schanze kam er auf Rang 38.

Auf Grund der neu geschaffenen Titelverteidigerregel durfte er bei der Weltmeisterschaft 1982 am Holmenkollen im Bewerb auf der „kleinen Schanze“ an den Start gehen, wo er nach praktisch zweijähriger Wettkampfpause am 21. Februar Rang 29 belegte.
Am 5. und 7. März 1976 verbesserte Innauer auf der Heini-Klopfer-Skiflugschanze in Oberstdorf den Weltrekord im Skifliegen zweimal (auf 174 m und 176 m); beim 174-m-Flug erhielt er durchwegs die Note 19,5. Innauer war der erste Skispringer der Geschichte, der für einen Flug (über 168 m beim Skifliegen am 6. März 1976 in Oberstdorf) von den Sprungrichtern fünfmal die Note 20 erhielt – eine Bewertung, die nach ihm bisher nur sechs weitere Springer erhalten haben. (Irrtümlich wurde später archiviert, dass er für den 176-m-Sprung diese Noten erhielt.) Am 7. März beim Weltrekordflug auf 176 Meter gaben ihm drei Wertungsrichter die Note 20.

In einer Anfang Juni 1976 veröffentlichten FIS-Weltrangliste wurde er, ex aequo mit Karl Schnabl, auf Rang 1 (119 Punkte) geführt, dicht dahinter mit nur einem Punkt Rückstand Hans-Georg Aschenbach.
Am 27. Dezember 1979 gewann er das erste Weltcup-Skispringen in Cortina d’Ampezzo, das zum damals neu geschaffenen Skisprung-Weltcup zählte; dabei führte er einen Dreifach-Erfolg des österreichischen Teams mit Hubert Neuper und Alfred Groyer an.

### Frühes Ende der Sportlerlaufbahn
Nach einer schweren Knöchelverletzung am 5. Dezember 1980 (er war in einem ÖSV-internen Qualifikationsspringen in St. Moritz bei einem 92-m-Sprung schwer gestürzt und hatte sich einen Wadenbeinbruch und Innenbandverletzungen zugezogen) beendete Innauer mit 22 Jahren seine Karriere. Allerdings kam es zu einem kurzen Comeback, als er 1982 bei der Nordischen Skiweltmeisterschaft in Oslo als Titelverteidiger (außerhalb der Vier-Mann-Quote) auf der K70 antreten durfte, jedoch nur Rang 29 belegte.
Ab 1981 studierte er an den Universitäten Innsbruck und Graz. Das Studium schloss er 1987 als Magister für das Lehramt für Philosophie/Psychologie und Sport ab. Als Student arbeitete Innauer als Journalist für österreichische Medien und drei Jahre als Repräsentant und Koordinator der Firma Ellesse, dem ersten offiziellen Sponsor des neu geschaffenen Skisprung-Weltcups. Dabei sammelte er ergänzende Erfahrungen zum Athletenblickwinkel und wesentliche Ideen für seine spätere Arbeit im Österreichischen und Internationalen Skiverband. In seine Diplomarbeit Der Showsport Schispringen: zur soziologisch-philosophischen Deutung des Hochleistungssports bei Ernst Topitsch ist vieles davon eingeflossen.

### Trainer und Sportdirektor im ÖSV
Von 1987 bis 1989 arbeitete er als Trainer und Lehrer am Skigymnasium Stams. 1989 bis 1992 führte er die österreichischen Skispringer als Cheftrainer zu neuen Erfolgen. 1992 stellte er das gesamte Team auf den neuen V-Stil um. Seine Sportler gewannen mit diesem Coup 5 von 7 Medaillen bei den Olympischen Spielen von Albertville.
Ab 1993 arbeitete er als Rennsportdirektor für den nordischen Skisport im ÖSV. Nach der WM 1999 in Ramsau am Dachstein und dem Gewinn der Goldmedaille in der Herrenstaffel im Skilanglauf legte er seine Zuständigkeit für Skilanglauf und Biathlon ab und leitete als Rennsportdirektor die Abteilungen Sprunglauf und Nordische Kombination im ÖSV.
Über viele Jahre hinweg war Innauer in verschiedenen Gremien des Internationalen Skiverbandes (FIS) als Repräsentant des ÖSVs tätig und wesentlich an entscheidenden Regeländerungen und der Entwicklungen der telegenen Sportart Skispringen beteiligt. Beispiele dafür sind die Einführung eines Mindestgewichtes bezogen auf die Körpergröße (die sogenannte BMI-Regel), die Durchsetzung von Preisgeld für die Athleten, Entwicklung moderner, fernsehtauglicher Wettkampfformate mit Qualifikation und Finaldurchgang.
Ab Februar 2001 war Innauer auch wieder Nationaltrainer. Er übernahm diese Aufgabe interimsmäßig nach dem tragischen Unfall, bei dem sein bester Freund und damaliger ÖSV-Cheftrainer Alois Lipburger tödlich verunglückte. Er zog die Konsequenzen der Doppelbelastung als Sportdirektor und Cheftrainer Ende der Saison 2001/02 und gab die Trainerrolle an Hannu Lepistö ab.
Im Februar 2007 gab der ÖSV bekannt, dass Anton Innauer bis mindestens 2010 als Rennsportdirektor für Sprunglauf und Nordische Kombination weiter arbeiten werde. Innauer sollte dafür sorgen, dass auch bei den Olympischen Spielen 2010 in Vancouver ein schlagkräftiges Nordisches Team zur Verfügung steht.

### Aktuelle Tätigkeiten
Am 10. März 2010 gab Innauer gleichzeitig mit der Präsentation seines zweiten Buches Am Puls des Erfolgs seinen Rücktritt von ÖSV und FIS bekannt.
Er arbeitet als Berater, Seminartrainer, freier Autor und Journalist. Innauer hält eine Vorlesung über Projekt- und Qualitätsmanagement im Leistungsbereich an der Universität Salzburg und war bis zur Nordischen Ski-WM 2023 bei Großereignissen für das ZDF als Skisprungexperte tätig.
Seit 2011 ist er Unternehmer und gründete mit Geschäftspartner Wolfgang Schwarzmann die Firma Innauer + facts mit Sitz in Innsbruck und Dornbirn.

### Privates
Anton Innauer ist mit der ehemaligen Skilangläuferin Marlene (Resch) verheiratet, mit der er drei Kinder, Mario, Jakob und Lisa, hat. Aus einer vorherigen Beziehung stammt sein ältester Sohn Tobias. Sein jüngerer Sohn Mario war ebenfalls Skispringer und gab in der Saison 2006/07 sein Weltcup-Debüt. Sein älterer Bruder Sigi war als Freestyle-Skier und Szenegastronom erfolgreich.
1992 veröffentlichte Innauer seine Autobiographie Der kritische Punkt. Mein Weg zum Erfolg. In diesem beschreibt er sein abenteuerliches Leben, das in der Abgeschiedenheit des Bregenzerwalds begann, bis ihn der Sport zu einem Prominenten machte und den Zugang zu Bildung und Uni-Abschluss verschaffte. Dabei zieht er eine erste Zwischenbilanz seines Lebens als Sportler und Trainer.

## Erfolge
- 1974: Junioren-Sieger der Dreiländertournee
- 1975: Sieger Schweizer Springertournee (15. Le Locle, 3. Gstaad, 3. St. Moritz. 1. Engelberg)
- 1975: Junioren-Europameister in Lieto auf der Skisprungschanze Parma
- 1975: 3. Platz und Junioren-Sieger Salpausselhae-Spiele in Lahti
- 1975: Sieger Holmenkollenspiele in Oslo
- 1975: Sieger in Lierberget
- 1975: Sieger in Rovaniemi
- 1975: Sieger in Rukatunturi
- 1975: Sieger Kongsbergcup in Planica[12]
- 1976: 4. Platz Intersport-Springertournee (1. Oberstdorf, 1. Garmisch, 24. Innsbruck, 1. Bischofshofen)
- 1976: Junioren-Europameister in Reichenberg
- 1976: Sieger bei der Skiflugwoche in Oberstdorf (5. bis 7. März)
- 1976: Sieger in Raufoss[13]
- 1976: 2. Platz Holmenkollenspiele in Oslo (14. März)[14]
- 1976: Sieg Lillestrøm[15]
- 1976: 2. Platz Norwegen-Tournee (1. Lillestrøm, 1. Hamar, 1. Lillehammer, 2. Elverum)
- 1976: Sieger Kleinwalsertal[16]
- 1976: Sieger Hochkönig-Pokal[17][18]
- 1977: 4. Platz Intersport-Springertournee (1. Oberstdorf, 2. Garmisch, 3. Innsbruck, 19. Bischofshofen)
- 1977: 2. Platz WM im Skifliegen in Vikersund
- 1978: 4. Platz Skiflugwoche am Kulm mit 2 Tagessiegen[19][20]
- 1978: Sieger in Kuusamo[21]
- 1975/1976 Zweiter der Skisprung-Weltrangliste
- 1976/1977 Zweiter der Skisprung-Weltrangliste
- Olympische Spiele 1976: 2. Platz Großschanze
- Olympische Spiele 1980: 1. Platz Normalschanze
- Skisprung-Weltcup: 2 Einzelsiege

### Weltcupsiege im Einzel
| Datum             | Ort               | Land    |
| ----------------- | ----------------- | ------- |
| 27. Dezember 1979 | Cortina d’Ampezzo | Italien |
| 2. März 1980      | Engelberg         | Schweiz |

### Weltcup-Platzierungen
| Saison  | Platz | Punkte |
| ------- | ----- | ------ |
| 1979/80 | 09.   | 95     |

### Schanzenrekorde
| Ort           | Land        | Weite   | aufgestellt am    | Rekord bis        |
| ------------- | ----------- | ------- | ----------------- | ----------------- |
| Oberstdorf    | Deutschland | 110,0 m | 30. Dezember 1975 | 30. Dezember 1984 |
| Bischofshofen | Österreich  | 108,0 m | 6. Jänner 1976    | 6. Jänner 1983    |
| Oberstdorf    | Deutschland | 174,0 m | 4. März 1976      | 6. März 1976      |
| Oberstdorf    | Deutschland | 176,0 m | 6. März 1976      | 26. Februar 1981  |
| Engelberg     | Schweiz     | 115,0 m | 2. März 1980      | 25. Jänner 1981   |

## Auszeichnungen, Ehrungen (Auszug)

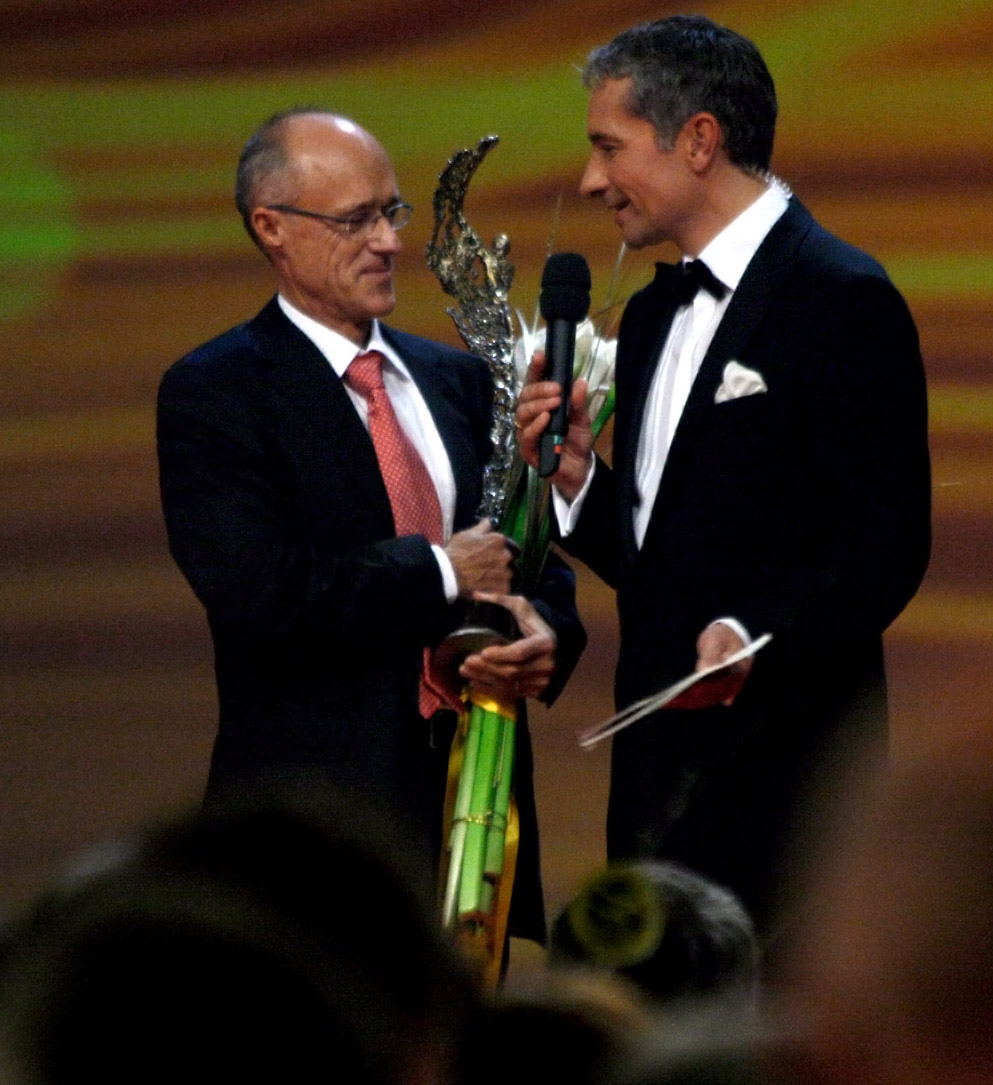
Toni Innauer mit dem Special Award bei der Ehrung von Österreichs Sportlern des Jahres 2010, Rainer Pariasek mit Mikrofon

- Ehrenzeichen für sportliche Leistungen in Gold des Landes Vorarlberg [22]
- Goldenes Ehrenzeichen für Verdienste um die Republik Österreich (1996)[23]
- Österreichischer Botschafter für Fair Play (1998) [24]
- Special Award – Sportler des Jahres (2010)

## Publikationen
- Anton Innauer: Der Showsport Schispringen. Zur soziologisch-philosophischen Deutung des Hochleistungssportes. Hausarbeit. Karl-Franzens-Universität Graz, Graz 1986. [25]
- Anton Innauer, Christian Seiler (Bearb.): Der kritische Punkt. Mein Weg zum Erfolg. Edition Tau, Bad Sauerbrunn 1992, ISBN 3-900977-32-1.[26]
- Anton Innauer, Christian Seiler (Textfassung): Am Puls des Erfolgs. CSV, Ziersdorf 2010, ISBN 978-3-9502868-0-9.[27]
- Anton Innauer, mit Artwork von Andreas Posselt: Die 12 Tiroler: Bewegung von den Tieren lernen. Zwölf Übungen für Seele und Körper, CSV-Verlag, Ziersdorf 2021, ISBN 978-3-9502868-9-2
- Toni Innauer: Ein neues Leben: Vom guten Vorsatz zur täglichen Gewohnheit., CSV-Verlag, Ziersdorf 2021, ISBN 978-3-903461-03-1